# باخله
باخله، روستایی از توابع بخش مرکزی شهرستان کامیاران در استان کردستان ایران است.

## جمعیت
این روستا در دهستان بیلوار قرار دارد و براساس سرشماری مرکز آمار ایران در سال ۱۳۸۵، جمعیت آن ۱۵۵ نفر (۳۶خانوار) بوده‌است.